# Aprostocetus bangaloricus
Aprostocetus bangaloricus är en stekelart som beskrevs av T.C. Narendran 2003. Aprostocetus bangaloricus ingår i släktet Aprostocetus och familjen finglanssteklar. Inga underarter finns listade i Catalogue of Life.